# You Were Never Really Here
You Were Never Really Here (titulada En realidad, nunca estuviste aquí en España y Nunca Estarás a Salvo en México) es una película estadounidense de suspense y drama de 2017, escrita y dirigida por Lynne Ramsay y basada en el libro del mismo nombre de Jonathan Ames. El filme está protagonizado por Joaquin Phoenix, Ekaterina Samsonov, Alex Manette, John Doman y Judith Roberts.
Una versión inacabada de la película se estrenó en la competencia del 70° Festival de Cine de Cannes, donde Lynne Ramsay ganó el premio al Mejor Guion y Joaquin Phoenix ganó el premio a Mejor Actor. La película fue lanzada por Studio Canal en el Reino Unido el 9 de marzo de 2018 y tuvo un estreno limitado en Los Ángeles y Nueva York el 6 de abril de 2018 a través de Amazon Studios. Más tarde, el 20 de abril, tuvo lugar su estreno internacional.

## Trama
Joe, un veterano de guerra y exagente del FBI con trastorno de estrés postraumático, trabaja como un agente contratado para rescatar a niñas sujetas al tráfico sexual. Cuida de su anciana madre en la casa de su infancia en la ciudad de Nueva York, y guarda recuerdos muy gráficos de su niñez y su pasado en el ejército y el FBI.
Volviendo a casa después de un trabajo, Joe es descubierto por el hijo de Angel, el intermediario entre Joe y McCleary, su mano derecha. Joe se reúne con McCleary y expresa su preocupación por la posibilidad de que su seguridad se vea comprometida debido a que el hijo de Angel está al tanto de su dirección. McCleary luego informa a Joe sobre su próximo trabajo: un senador del estado de Nueva York, Albert Votto, ha ofrecido una gran suma de dinero para encontrar y rescatar discretamente a su hija secuestrada, Nina.
Al aceptar el trabajo, Joe se infiltra en un burdel para patrocinadores adinerados, cuya dirección fue recibida por Votto en un mensaje de texto anónimo. Mata violentamente a varios guardias de seguridad y clientes en el proceso de recuperar a Nina. Mientras espera en un motel para devolver a Nina a Votto, Joe ve un noticiario local en el que se dice que Votto aparentemente se ha suicidado. Agentes de policía corruptos asaltan la habitación del motel y se llevan a Nina. Joe vence a un agente que lo está custodiando y escapa.
Joe descubre que McCleary, Angel y el hijo de Angel fueron asesinados en busca de su domicilio. Entrando sigilosamente en la casa de su familia, Joe descubre que dos agentes federales corruptos han asesinado a su madre y lo están esperando. Los embosca, mata a uno y hiere mortalmente al otro. El asesino herido revela que toda la conspiración fue orquestada por el gobernador Williams, y que Nina era "su favorita".
Angustiado y con pensamientos suicidas, Joe le da a su madre un entierro en el agua. Después intenta ahogarse llenándose los bolsillos con piedras, pero una visión de Nina lo convence de que debe salvar a la niña. Joe intenta unir las piezas de la conspiración. Llega a la conclusión de que Votto vendió a Nina a la prostitución para ganarse el favor del gobernador Williams y otros peces gordos, y más tarde sintió una culpa extrema después de recibir el texto anónimo: entonces Votto contrató a Joe porque sabía que la fuerza policial era corrupta y estaba bajo el control de Williams. 
Tras seguir a Williams de regreso a su casa de campo, Joe se abre paso solo para descubrir que a Williams le han cortado la garganta. Joe deambula por la mansión, angustiado y alucinando, antes de encontrar a Nina en la cocina con una navaja de afeitar manchada de sangre. Se sienten aliviados de verse y salen de la mansión.
Más tarde, Joe y Nina están en un restaurante, sentados en silencio. Joe colapsa por agotamiento y estrés al tiempo que tiene una violenta fantasía suicida. Nina despierta a Joe y le dice que hace un día precioso. Joe acepta y se van juntos.

## Elenco
- Joaquin Phoenix como Joe.
- Ekaterina Samsonov como Nina Votto.
- Alex Manette como el senador Albert Votto.
- John Doman como John McCleary.
- Judith Roberts como la madre de Joe.
- Alessandro Nivola como el gobernador Williams.

## Producción
El 11 de mayo de 2016, se informó que Lynne Ramsay escribiría y dirigiría una adaptación de la novela de Jonathan Ames You Were Never Really Here, protagonizada por Joaquin Phoenix. El proyecto se vendería a los compradores del Festival de Cine de Cannes. Aunque inicialmente se informó que A24 había adquirido el proyecto, Amazon Studios compró los derechos estadounidenses de You Were Never Really Here el 13 de mayo de 2016. Las tomas fotográficas principales tuvieron lugar durante agosto de 2016 en la ciudad de Nueva York y sus alrededores. El 2 de mayo de 2017, se confirmó que Jonny Greenwood compondría la banda sonora para la película. La película aún no tenía un montaje definitivo cuando se estrenó en el Festival de Cine de Cannes el 27 de mayo de 2017.

## Recepción
You Were Never Really Here recibió una ovación de pie de siete minutos cuando fue estrenada en el Festival de Cine de Cannes el 27 de mayo de 2017. Los críticos elogiaron la actuación de Phoenix, la dirección de Ramsay, la utilización de la música y el montaje. Phoenix ganó el Premio al Mejor Actor del festival y Lynne Ramsay ganó el Premio al Mejor Guion.
La película recibió una calificación de aprobación del 89% en Rotten Tomatoes, sobre la base de 93 revisiones con una calificación promedio de 8.6 sobre 10. El consenso crítico del sitio web dice: «Fuertemente elevado por una actuación líder comprometida de Joaquin Phoenix, You Were Never Really Here confirma a la directora y escritora Lynne Ramsay como una de las voces más exclusivas e intransigentes del cine moderno». Tiene una puntuación de 86 sobre 100 en Metacritic, basada en 25 críticas, lo que indica "aclamación universal".
Guy Lodge de Variety dijo que Ramsay podría ser «la mejor cineasta en activo en el mundo», y calificó a la película de «asombrosa ... un thriller severo, vigoroso y desgarbado, más relacionado con el hombre que con el hit». Joseph Walsh para The Skinny le dio a la película una calificación de cinco estrellas de cinco y dice: «You Were Never Really Here es un reloj brutal y castigador, pero cada minuto es una clase magistral de cine. Es como un golpe de una pulgada a las tripas, sinuoso desde el principio y dejándote sin aliento. Este examen exquisito del sufrimiento te dejará asombrado desde el cine».